# 灰头唐纳雀
灰头唐纳雀（学名：Eucometis penicillata）是唐纳雀科下的一个单型属种。分布于中美洲和南美洲北部，从墨西哥到巴西一带均有分布。